# Luciane Buchanan
Luciane Buchanan (18 de julio de 1993; Auckland, Nueva Zelanda) es una actriz de neozelandesa conocida por su papel protagónico en la serie de suspenso y acción de Netflix El agente nocturno (2023). También interpretó a Tripitaka (Tang Sanzang) en Las nuevas leyendas de Mono, a Kennedy Truebridge en Filthy Rich y a Cherie, la hija de Billy T, en Billy.

## Biografía
Buchanan nació y creció en Auckland, Nueva Zelanda. Ella es de ascendencia tongana y escocesa. Tomó clases de actuación en el Auckland Performing Arts Center (TAPAC) con Miranda Harcourt. Se graduó con una Licenciatura en Arte Dramático y Psicología en la Universidad de Auckland en 2017.

## Filmografía

### Cine
| Año  | Título                        | Rol       | Notas                   |
| ---- | ----------------------------- | --------- | ----------------------- |
| 2017 | A Woman's Right to Shoes      | Jenny     | Cortometraje            |
| 2018 | Stray                         | Lily      | Cortometraje            |
| 2018 | My Friend Michael Jones       | Selena    | Cortometraje            |
| 2019 | Views                         | Lauren    | Cortometraje            |
| 2023 | The Tank                      | Jules     |                         |
| TBA  | Lea Tupu'anga / Mother Tongue | Katherine | Cortometraje; escritora |

### Televisión
| Año       | Título                      | Rol                | Notas                         |
| --------- | --------------------------- | ------------------ | ----------------------------- |
| 2011      | Billy                       | Cherie James       | Película de televisión        |
| 2013      | The Blue Rose               | Aroha Nash         | 11 episodios                  |
| 2015      | Power Rangers Dino Carga    | Camarera           | 1 episodio                    |
| 2016      | The Brokenwood Mysteries    | Tai Smith          | 1 episodio                    |
| 2016-2017 | Filthy Rich                 | Kennedy Truebridge | Rol principal                 |
| 2018-2020 | Las nuevas leyendas de Mono | Tripitaka          | Rol principal                 |
| 2021      | Sweet Tooth                 | Louisa             | Episodio: "Gran hombre"       |
| 2021      | Mr. Corman                  | Astrid             | Episodio: "Muchos mundos"     |
| 2021      | The Panthers                |                    | Productora asociada           |
| 2023 2025 | El agente nocturno          | Rose Larkin        | Papel principal, 20 episodios |